# Rosegarden
Rosegarden es un secuenciador profesional de audio y MIDI, editor de partituras y entorno general para edición y composición de música. Es software libre bajo licencia GPL, desarrollado para GNU/Linux, ALSA y KDE. Está pensado como un reemplazo para aplicaciones comerciales como Cubase.
Rosegarden no provee un sintetizador de software integrado, de modo que requiere un sintetizador MIDI via hardware o bien un software sintetizador como FluidSynth o Timidity, o bien un plugin sintetizador para poder reproducir el sonido de las composiciones MIDI. 
Debido a que Rosegarden utiliza el sistema de sonido ALSA para Linux, funciona de manera muy limitada en otros sistemas operativos.
El desarrollo del proyecto Rosegarden comenzó en 1993 en la Universidad de Bath. 
Los líderes de desarrollo de Rosegarden son Chris Cannam, Richard Bown y Guillaume Laurent.